# W.W. Jacobs
Pour les articles homonymes, voir Jacobs.
William Wymark Jacobs est un écrivain britannique né le 8 septembre 1863 à Londres (Royaume-Uni) et mort le 1er septembre 1943 à Londres (Royaume-Uni).

## Biographie[1]
Auteur de nouvelles et de romans, William Wymark Jacobs est surtout connu pour ses contes macabres La Patte de singe, publié en 1902 dans le recueil The Lady of the Barge (La Dame de la péniche), et  The Toll-House (La Maison de péage) ; mais en fait, c'est avant tout un humoriste. 
Son sujet de prédilection est la vie des marins. Dans une critique de son premier recueil de nouvelles, Many Cargoes, qui rencontre un franc succès lors de sa publication en 1896, le journal satirique britannique Punch décrit ses héros comme « des hommes qui tombent à la mer depuis des navires de petit tonnage. » 
À Many Cargoes succède le roman The Skipper's Wooing (Le Capitaine fait sa cour) en 1897 ; puis un  autre recueil de nouvelles, Sea Urchins (Oursins, 1898), achève d'établir sa réputation. Parmi ses  œuvres ultérieures figurent Captains All (Tous capitaines), Sailors' Knots (Nœuds de marin, 1909), et Night Watches (Quarts de nuit). Dans ce dernier titre apparaît celui qui est sans doute son personnage le plus populaire  le gardien de nuit des docks de Wapping, narrateur des exploits rocambolesques de ses proches, trois marins du nom de Ginger Dick, Sam Small et Peter Russett. Lorsque les trois héros rentrent la bourse bien remplie d'un long séjour en mer, ils prennent pension ensemble, bien décidés à profiter des plaisirs de la vie à terre. Mais la filouterie des habitants du quartier des docks de Londres, jointe à l'inconscience et à la naïveté des trois marins, vient vite à bout de leurs économies. Jacobs témoigne d'une grande finesse dans la façon dont il rend compte du parler grossier des quartiers pauvres de Londres, ce qui lui vaut l'admiration d'auteurs tels que P. G. Wodehouse. Celui-ci mentionne Jacobs dans son autobiographie Bring on the Girls (écrite avec Guy Bolton, et publiée en 1954).
Les nouvelles qui composent Many Cargoes avaient déjà été publiées dans divers organes de presse, tandis que celles de Sea Urchin étaient en majorité parues dans le magazine édité par Jerome K. Jerome, The Idler. À partir d'octobre 1898, les nouvelles de Jacob seront publiées dans The Strand. Cet arrangement durera jusqu'à sa mort, garantissant sa sécurité financière.

## Œuvres
- Many Cargoes (1896)
- The Skipper's Wooing (1897)
- Sea Urchins (1898), publié sous le titre More Cargoes aux États-Unis la même année.
- A Master of Craft (1900)
- Light Freights (1901)
- At Sunwich Port (1902)
- The Lady of the Barge (La Dame de la péniche, 1902), recueil dans lequel figure le célèbre conte macabre La Patte de singe (The Monkey Paw)
- Dialstone Lane (1902)
- Odd Craft (1903)
- Captain's All (1905)
- Short Cruises (1907)
- Salthaven (1908)
- Sailor's Knots (Nœuds de marin, 1909), recueil qui inclut le conte macabre La Maison de péage (The Toll-House).
- Ship's Company (1911)
- Night Watches (1914)
- The Castaways (1916)
- Deep Waters (1919)
- Sea Whispers (1926)

## Filmographie
- 1914 : The Bosun's Mate
- 1914 : Lawyer Quince
- 1914 : Beauty and the Barge
- 1914 : The Third String
- 1938 : The Monkey's Paw (TV)